# Рудолф Мајстер
Рудолф Мајстер (словен. Rudolf Maister; Камник, 29. марта 1874 — Ракек, 26. јула 1934) био је официр у војсци Аустроугарске, а затим и Краљевине СХС, политички активиста и песник, словеначког порекла. Својим активностима крајем и одмах после завршетка Првог светског рата иницирао је, и пресудно утицао, на догађаје који су одредили територијални статус града Марибора.

## Детињство
Рођен је 29. марта 1874. као најмлађи од три сина мајке Франчишке, рођене Томшич, и оца Франца. Породично порекло по мајци је из Долењске, а по оцу из Штајерске. Када је имао три године умро му је отац, после чије смрти се о њему бринуо стриц Ловренц, који га је и надахнуо да се посвети војничком позиву. Основну школу је похађао најпре у Менгшу (1881—1883) па у Крању (1883—1885). У Крању је уписао нижу гимназију коју је похађао од 1885. до 1890. године, док је пети и шести разред гимназије похађао 1890—1892. у Љубљани, где се преселио заједно с породицом. Мајстерова мајка се у старијој доби преселила у Ракек код сестре Матилде.

## Војно образовање и служба

#### Војно образовање и служба пре Првог светског рата
Услед недостатка новчаних средстава за даље школовање, по савету стрица Ловренца, по завршетку шестог разреда гимназије уписао је домобранску кадетску школу y Бечу, коју је и завршио 1894. године. Војни позив му је за само две године школовања обезбеђивао добар животни стандард, што је, у условима када није могао да рачуна на материјалну подршку стрица Ловренца у свом даљем школовању, био основни мотив за опредељење за војни позив. По завршетку кадетске школе (од 40 аполвената је по успеху био на 11 месту) у Бечу, 17. августа 1894. са чином кадета именован је вођом чете те је као официрски приправник прво служио у 25. домобранској регименти у Љубљани, а потом и у Целовцу. Дана 1. октобра 1895. добио је чин поручника. После тога, школовао се у школи за пешадијске официре у Љубљани. Наставља са војним образовањем, те се 1903. дошколава у војној стрељачкој школи у Бруку на Лајтахи. Две године после оженио се Марицом Стергарјевом, с којом је имао два сина: Хрвоја и Борута.
Током 1907. године у Грацу завршава официрску школу и полагањем испита стиче услов за унапређење у чин капетана. По казни 1. новембра 1908. бива премештен у Пржемисл у Галицији, у 18. домобранску регименту. Унапређен је у капетана 1. маја 1910. и постављен за команданта 7. чете. У првом кварталу 1912. године је постављен за управника подофицирске школе. Током обуке на терену оболева од упале плућне марамице и до априла 1913. године се налази на боловању. На лечење је послат у Далмацију а затим и у околину Каира у Египту. По повратку са боловања бива премештен у „црну војску“ коју практично чине резервисти, т. ј. непрофесионална мобилисана војска. Мајстер бива именован за управника испоставе црне војске у Цељу 1. новембра 1913.

#### Војна служба током Првог светског рата
Током Првог светског рата је био официр војске Аустроугарске и није директно учествовао у борбеним дејствима. Из Цеља је Рудолф Мајстер премештен 7. децембра 1914. у 26. окружну управу црне војске у Марибору на место складишног референта. Постављен је за команданта 26. окружне управе црне војске у Марибору 21. јуна 1916. одакле бива казнено премештен 8. марта 1917. у 3. окружну управу црне војске у Грацу. Наводни разлог за казнену прекоманду је пријава грађана Марибора у којој они наводе да је Рудолф Мајстер виђен како често посећује словеначки Народни Дом у Марибору. Мајстер је прво био само посаветован о могућим последицама својих поступака, од стране посебне комисије која је поводом пријаве дошла из Граца. Ипак, због неслагања Немаца из Марибора, по заповести генерала Мартинија (Martiny) Рудолф Мајстер је прекомандован у Грац. На интервенцију словеначког посланика у Бечу, др. Антона Корошеца, казна му се опрашта, и Мајстер је у Грацу унапређен у чин мајора и после три месеца од одласка прекомандован у Марибор у којем је 1. јула 1917. постављен за команданта 26. окружне управе црне војске. На овој позицији остаје до краја октобра 1918. године.
Крајем септембра 1918., у последњим данима Првог светског рата се налазио у чину мајора у 26. стрељачкој дивизији у Марибору, граду који се данас налази у саставу Словеније, у непосредној близини границе са Аустријом, тада у Доњој Штајерској, региону на југу Штајерске, покрајине у саставу аустријског дела Аустроугарске монархије.

#### Мајстерова борба за северну границу
У Касарни у Мариборском Мељу 1. новембра 1918. почиње да формира добровољачке одреде састављене од војника и официра словеначке националности, као и од српских ратних заробљеника, и ставља их под своју команду. Тим чином практично започиње Мајстерова борба за северну границу будуће државе.
У Службеним Новинама објављеним 3. децембра 1918. Влада Краљевине СХС објављује да се Рудолф Мајстер прима у војску са чином генерала.
Од 1921. до 1923. је био председник комисије за разграничење са Италијом. Присилно је пензионисан у чину дивизијског генерала.

## Рудолф Мајстер и уметност
Прве песме објављује 1892. под псеудонимом Вук Славич, што је вероватно последица његове жеље да преведе своје немачко име Рудолф (славни вук) на словеначки језик.
Касније објављује две књиге песама, Поезије (1904) и Китица мојих (1929).
Мајстер је био љубитељ сликања, а посебно се бавио сликањем пејзажа. Најпознатија слика му је Блед.

## Смрт
На Унцу у близини Ракека је Мајстер доживео мождани удар од чије последице умире 26. јула 1934. Посмртним остатацима Рудолфа Мајстера се, приликом њиховог превоза из Унца у Марибор, у Љубљани и Цељу поклонио велики број људи. У Марибору му је био спремљен мртвачки одар у згради магистрата где су се од њега опростиле хиљаде грађана Марибора и околине. Сахрањен је 28. јула 1934. на побрешком гробљу у Марибору, где се и данас налази његов гроб. Погребна поворка је ишла од Главног трга, преко Старог моста, Тржашке и Побрешке улице до побрешког гробља.

## Признања, одликовања и споменици
Мајстер је примио следећа одликовања: Signum Laudis (у Аустроугарској војсци), Орден Белог орла III реда са мачевима (за учешће у Корушкој офанзиви 1919), Карађорђеву звезду IV реда(за војне заслуге), Орден Светог Саве I реда (за допринос који је остварио у култури и књижевности) и Војни крст за војне и народне заслуге (додељен од стране председника Чехословачке републике).
Поред горенаведених одликовања, Мајстер је примио читав низ разних признања поготово у време Краљевине СХС. Проглашен је почасним грађанином више општина у Словенији. Многобројне улице у Словенији носе његово име, а у Марибору један блок зграда се популарно зове Маистров блок јер је наводно он дао да се изгради. У Камнику је камничка гимназија са средњом економском школом названа „Школски Центар Рудолф Мајстер“. На његовој родној кући је постављена спомен плоча 4. септембра 1938. У Камнику је 25. октобра 1970. на централном тргу откривен споменик Рудолфу Мајстеру, дело вајара Антона Сингулина. Датум рођења Рудолфа Мајстера се у Камнику слави као општински празник. Железнички мост, обновљен 29. марта 2001. који се налази у продужетку Мајстрове улице, на ушћу Камничке Бистрице и Невљице, је назван Мајстеров мост. У Словенији постоје и многобројна удружења под називом Друштво Генерала Мајстра.